# Lavau-sur-Loire

Lavau-sur-Loire este o comună în departamentul Loire-Atlantique, Franța. În 2009 avea o populație de 761 de locuitori.